# 伯納·霍根-豪
伯納·霍根-豪爵士，QPM（英語：Sir Bernard Hogan-Howe，1957年10月25日—），是一名英國警官，生於英格蘭雪菲爾，於2011年至2017年期間出任倫敦警察廳總監。
霍根-豪於1979年起加入警隊，先後在南約克郡及默西塞德郡等地方警察部門服務過，持有劍橋大學應用犯罪學文憑、牛津大學法學碩士及雪菲爾大學工商管理碩士學位。原任警察廳總監保羅·史蒂文生於2011年7月辭職後，霍根-豪於同年8月和另外3名人候選人同角逐有關職位。同年9月12日，霍根-豪通過內政大臣和倫敦市長的面試、成功獲選為新一屆總監，在接受女皇任命後，獲首都警察監管局批准上任。2013年，霍根-豪因為在警界的服務表現，而被列入當年度的新年授勳名冊，成為下級勳位爵士。2017年2月22日退休卸任，繼任者克雷西達·迪克是英國首位女性警察廳總監。

## 早年生涯
霍根-豪於1957年出生於雪菲爾，父親為伯納·豪（Bernard Howe），但從小由母親單獨扶養，因此他透過改名契將母姓「霍根」（Hogan）加在父姓前。霍根-豪後來進入辛德屋學校（Hinde House School）念完小學部和中學部，獲得中等教育文憑，畢業之後赴英國國民保健署當了四年的實驗室助理。

## 警察生涯
1979年，霍根-豪加入南約克郡警察局，自此展開警察生涯，擔任過軍裝、刑事、交通及人事處人員，後來擢升為唐卡斯特西區指揮官，由於在職期間極富進取心而獲上級選拔，於28歲時進入牛津大學墨頓學院攻讀法律碩士學位，之後又分別獲得劍橋大學應用犯罪學深造文憑及雪菲爾大學工商管理碩士學位。
1997年，霍根-豪調至默西賽德郡警察局擔任社區事務助理局長，1999年改任地區行動助理局長。2001年後，霍根-豪調職到倫敦警察廳擔任人力資源助理總監，直至2004年，2005年至2009年間又重返默西賽德警局、上任局長，在任內對集團犯罪及持槍犯罪施展了嚴厲措施，致使當地的罪案率大幅度下降了40%。2009年至2011年間，他轉赴女皇警務監督局擔任監督官。
2011年7月17日，時任倫敦警察總監保羅·史蒂文生因為警方在世界新聞報電話竊聽案中涉入醜聞，而引咎辭職。當時的霍根-豪正身為警察廳助理總監、主管專業標準事務，而他在此後與另外3名高階警官——倫敦警察廳臨時總監提姆·戈德溫、前北愛爾蘭警察廳總長休·奥德和斯克萊德警察局局長史蒂芬·豪斯一起競奪下屆的總監職位。9月12日，英政府宣布霍根-豪勝出、將於9月26日上任為倫敦警察廳新任總監。此前，霍根-豪所屬的專業標準處（Department of Professional Standards）曾打算要利用《公務機密法》向《衛報》施壓、要其公開世界新聞報竊聽案的相關信息來源，但此決定卻因為霍根-豪晉升為倫敦警察廳首長，而在他上任的五天前就遭到推翻。
在霍根-豪任內，倫敦警察廳於2012在2月8日新創了警力達1,000名的三叉戟團伙犯罪指揮中心，負責應對倫敦的犯罪組織相關案件及暴力活動，亦處理了倫敦境內槍擊事件的防範和調查。2013年11月，霍根-豪與休·奥德和史蒂芬·豪斯一起成為全國性慈善組織——警察榮譽榜信託（Police Roll of Honour Trust）的聯名贊助人。

## 獲得榮譽
以下為霍根-豪獲頒的勳獎和榮銜：
|  | 下級勳位爵士             | 2013年 |
|  | 女皇警察獎章（QPM）         | 2002年 |
|  | 伊莉莎白二世金禧紀念章   | 2002年 |
|  | 伊莉莎白二世鑽禧紀念章   | 2012年 |
|  | 警察長期服務暨品德優良章 | 2001年 |

2013年7月15日，霍根-豪獲得了雪菲爾大學的名譽法學博士學位。

## 外部連結
- Official Metropolitan Police profile
- Debrett's People of Today
- Bernard Hogan-Howe named as new Met police commissioner BBC 視頻（页面存档备份，存于）

| 警職                   | 警職                                | 警職                       |
| ---------------------- | ----------------------------------- | -------------------------- |
| 前任者： 諾曼·貝蒂森   | 默西賽德郡警察局局長 2004年－2009年 | 繼任者： 伯納·勞森（代理） |
| 前任者： 保羅·史蒂文生 | 倫敦警察廳總監 2011年－2017年       | 繼任者： 克雷西達·迪克     |